# 1979 في إيران
فيما يلي قوائم الأحداث التي وقعت خلال عام 1979 في إيران.

## أحداث
- 4 نوفمبر – أزمة رهائن إيران

## سياسة

### تعيين في المنصب
- 29 سبتمبر – علي أكبر معين فر وزير النفط الإيراني.
- 12 نوفمبر – أبو الحسن بني صدر قائمة وزراء خارجية إيران.
- 3 ديسمبر – روح الله الخميني المرشد الأعلى للثورة الإسلامية.

### انتهاء فترة المنصب
- 29 نوفمبر – أبو الحسن بني صدر قائمة وزراء خارجية إيران.

## ظهور
- 1 يناير – تهران تايمز
- 30 مايو – الجمهورية الإسلامية

## مواليد

### يناير
- 1 يناير – عبد الحميد ريغي
- 1 يناير – عبد الملك ريغي[1]
- 1 يناير – نازانين افشين جام

### فبراير
- 4 فبراير – إبراهيم صادقي لاعب كرة قدم إيراني.[2]
- 19 فبراير – نسترن صائبي صحفي إيراني.

### يوليو
- 12 يوليو – أوميد أبتاهي ممثل أمريكي.

### سبتمبر
- 8 سبتمبر – مصطفى أحمدي روشن مصفطی.

### أكتوبر
- 8 أكتوبر – سحر دولتشاهي ممثلة إيرانية.[3]

## وفيات

### يناير
- 1 يناير – محمد مفتح (مواليد 1928) سياسي إيراني.

### فبراير
- 12 فبراير – عبد العلي بدره اي (مواليد 1920)
- 15 فبراير – نعمت الله نصيري (مواليد 1911) سياسي إيراني.

### أبريل
- 7 أبريل – أمير عباس هويدا (مواليد 1919) سياسي إيراني.[4]
- 11 أبريل – حسن بكراوان (مواليد 1911) سياسي إيراني.
- 11 أبريل – ناصر مقدم (مواليد 1921) سياسي إيراني.

### مايو
- 1 مايو – مرتضي المطهري (مواليد 1919) سياسي إيراني.
- 9 مايو – حبيب الله القانيان (مواليد 1909)

### سبتمبر
- 9 سبتمبر – محمود طالقاني (مواليد 1911)[5]

### ديسمبر
- 15 ديسمبر – حبيب الله منطقي (مواليد 1923) شاعر إيراني.